# Cultura de la Aguada

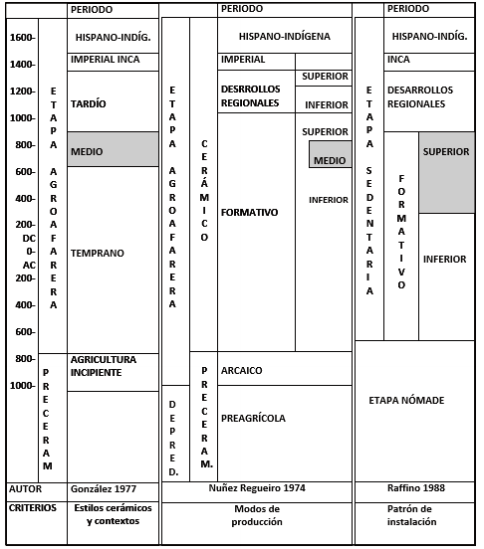
Secuencia cronológica del noroeste argentino

Representación visual de Choya 68 (Pirámide de la Aguada), montículo ceremonial de la cultura La Aguada

La cultura de La Aguada fue reconocida a fines del siglo XIX a partir de objetos cerámicos en los que se destacaba la imagen del felino. Estos objetos fueron por primera vez publicados por Samuel Lafone Quevedo, a quien se debe la denominación de cerámica draconiana (1892,1908). Posteriormente, durante la década de 1920 las expediciones financiadas por Benjamín Muñiz Barreto exhumaron los materiales de contextos funerarios adscritos a dicha entidad cultural.
La denominada cultura de la Aguada (González 1961-64) debe su nombre a una pequeña localidad homónima de ese valle donde se halló un cementerio de unas 200 tumbas con el material más exclusivo de los estilos cerámicos propios del ese lugar y período, particularmente los conocidos como Aguada Gris Grabado y Aguada Pintado.

## Características
La Cultura de La Aguada se desarrolló en la región fronteriza entre las provincias argentinas de Catamarca y La Rioja, entre el 600 y 900 de nuestra era, ubicándose dentro de las culturas del período agroalfarero medio. Su influencia, sin embargo, alcanzó distintas partes del noroeste de la Argentina. Corresponde al período Medio o de Integración cultural en el noroeste argentino.
En los primeros trabajos se propuso que Aguada era una cultura de origen altiplánico, que correspondía al lago Titicaca en el periodo de Tiahuanaco. Sin embargo, también presenta elementos de otras culturas del noroeste argentino como Ciénaga, Condorhuasi y Candelaria. Alberto Rex González ubicó la cultura de La Aguada en el período Medio entre 500 a 900 DC, destacando a la cerámica por su excelente manufactura y el complejo simbolismo de sus representaciones, así como la metalurgia del bronce a través de la elaboración de objetos fabricados con la técnica de la cera perdida. Es considerada como el momento culminante del arte precolombino de la región.
Según José Pérez Gollán (1992) la Aguada es un momento histórico de las culturas del noroeste, en el que surge una nueva forma política: los llamados «jefaturas», o «señoríos», por estar dominadas por un «señor», que dominaba una determinada región por medio del control del excedente económico y los recursos simbólicos.

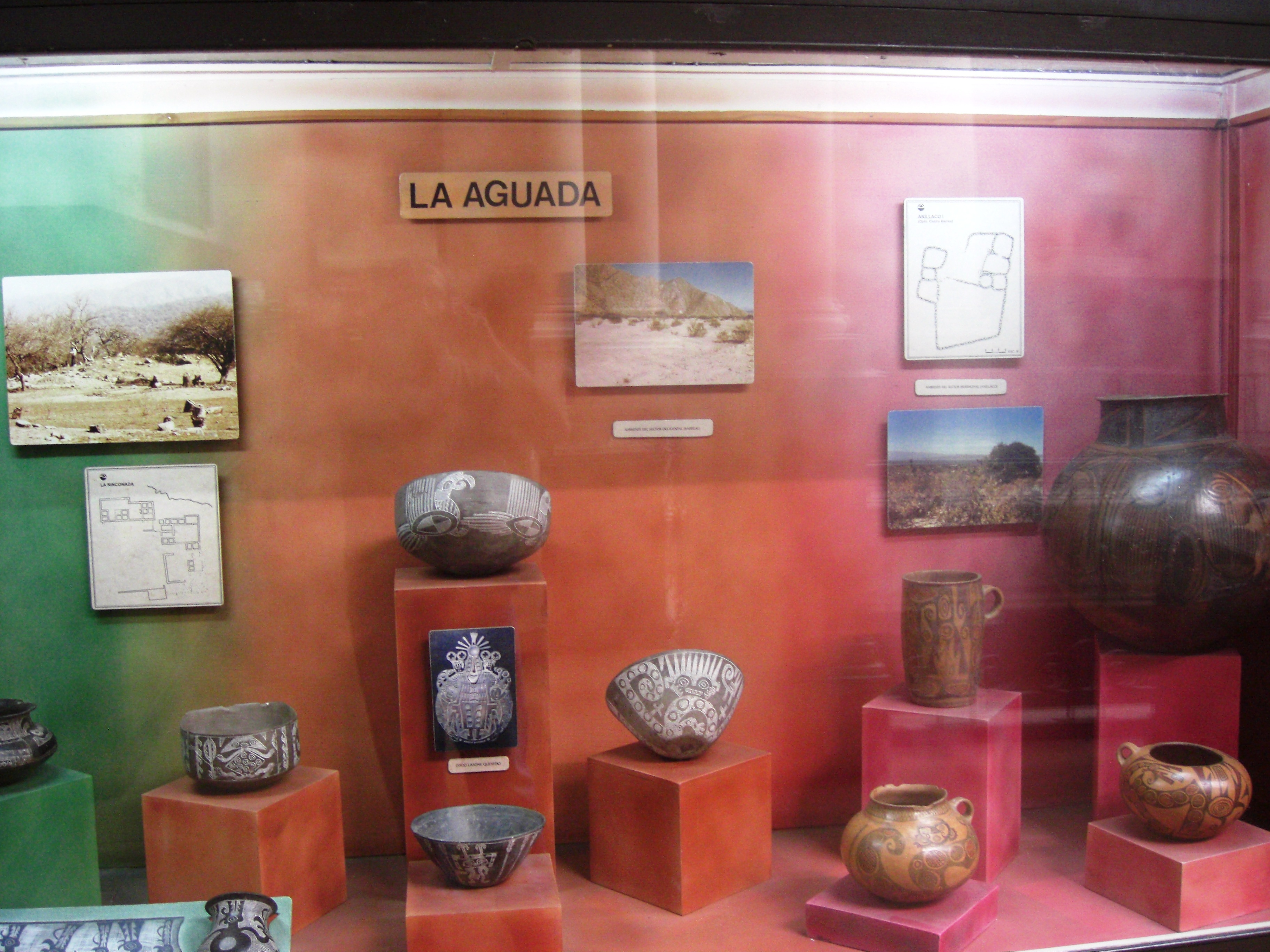
Detalle de la vitrina dedicada a la cultura La Aguada. Museo de La Plata.

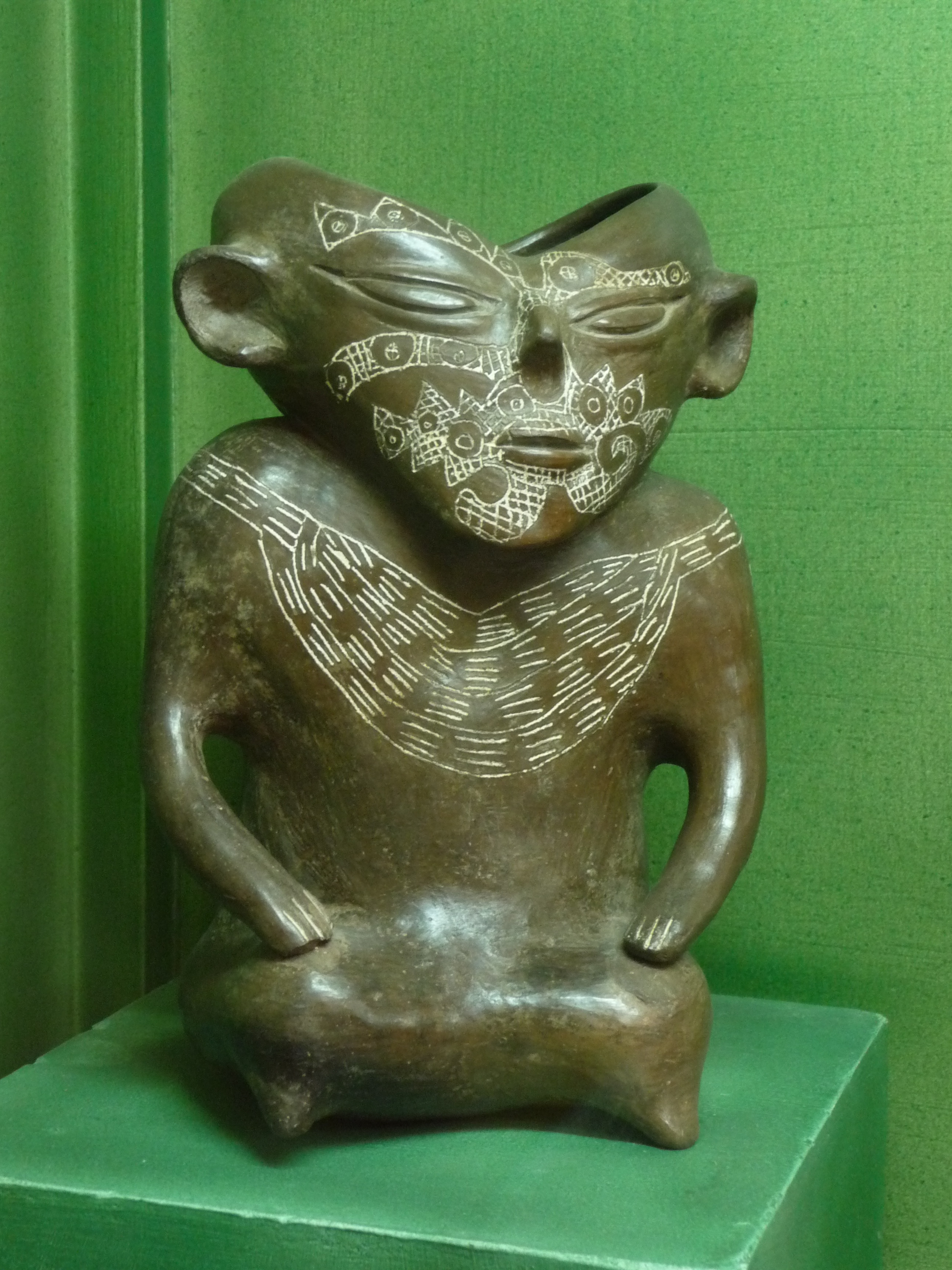
Pieza de la cultura La Aguada en el Museo de La Plata.

Aguada es reconocida a partir de las siguientes características:

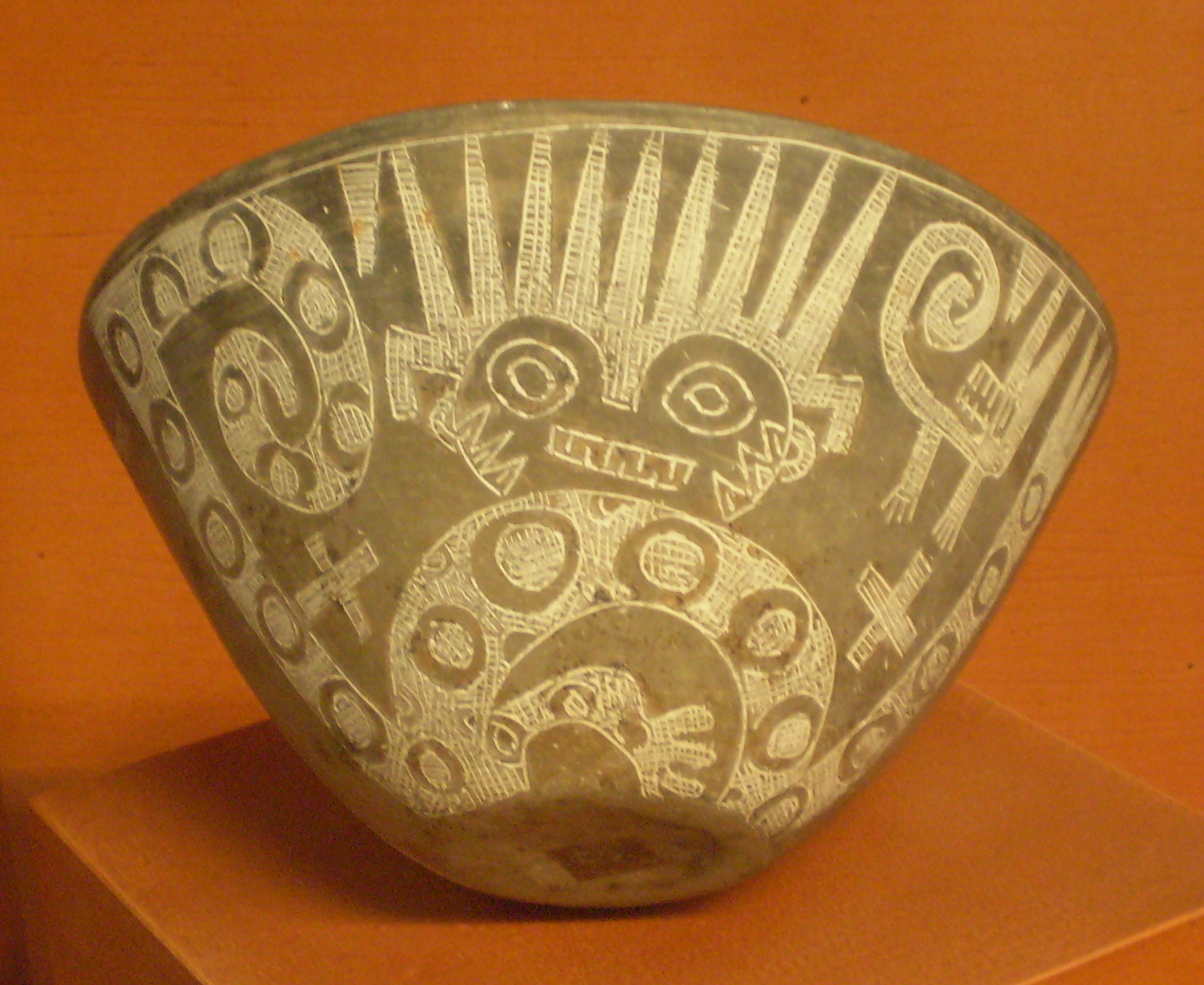
Alfarería de la cultura La Aguada en el Museo de La Plata.

- Jerarquización de sitios: habitación y ceremonial (por ejemplo, sitio La Rinconada).[5]
- El indicador del complejo ceremonial es la plaza-pirámide.
- Construcción de un complejo sistema de irrigación.
- Evidencia de la presencia de una clase de élite, riqueza y ajuar funerario.
- Especialización artesanal: cerámica, metalúrgica, tejidos, etc.
- Fenómeno religioso como elemento aglutinante: ideas felinas, parafernalia de discos, placas metálicas, hachas destinadas posiblemente al sacrificio.
- Mecanismo de redistribución de bienes: rutas de caravanas y de cebil, a corta y larga distancia.
- Las antiguas formas de producción orientadas a la autosuficiencia del grupo familiar, pasan a adoptar modalidades comunitarias.

## El fenómeno Aguada
Desde el comienzo de las investigaciones en el Noroeste Argentino los restos asociados a Aguada han sido objeto de diversas investigaciones y debates en torno a su complejidad.
Así, en un principio, Alberto Rex González (1961-64) definió y caracterizó a la “Cultura de La Aguada”, diferenciándola de otras más tempranas y tardías. Con base en similitudes en el repertorio iconográfico de ésta con el de Tiwanaku Clásico, planteó que estas recurrencias habrían sido el resultado de influencias provenientes del importante centro altiplánico mediatizadas en San Pedro de Atacama. Años más tarde, Rex González estudió los diferentes modos en que se expresa la cerámica Aguada, proponiendo tres sectores con características propias: sector occidental (Hyalfín), oriental (La Rinconada) y meridional (Schasquis). Si bien observó que existen marcadas diferencias estilísticas registradas entre cada uno de los sectores Aguada mencionados, todos ellos compartieron un repertorio iconográfico de un alto contenido simbólico.
Otros autores, consideran al Período Medio, y a la “Entidad socio-cultural Aguada” que lo representa, como a un momento de unificación social e ideológico que llevó a la integración de diferentes sociedades locales, que ya compartían una serie de elementos materiales y simbólicos. En consecuencia, propusieron la designación de “Período de Integración” en lugar de Período Medio, Formativo Medio, o Formativo Superior, por considerarlo más representativo del proceso de unificación ideológico-simbólico que tuvo lugar en el transcurso del mismo.
Con base en sus investigaciones, durante años, en los sitios arqueológicos Alamito en la zona de Campo del Pucará, Nuñez Regueiro y Tartusi sostienen que los orígenes de Aguada deben rastrearse en las sociedades Formativas Tempranas de Alamito. En este sentido, interpretan al “fenómeno Aguada” como la expansión y aceptación de una ideología religiosa materializada, fundamentalmente, en un determinado repertorio iconográfico, que se distribuyó entre grupos sociales cuyas raíces estarían en la interacción entre Alamito - Condorhuasi - Ciénaga, produciéndose luego procesos de reinterpretación diferenciados de acuerdo a las trayectorias históricas particulares, que tuvieron lugar en cada uno de los ámbitos donde se manifestó este fenómeno.
En el libro “Cultura La Aguada; arqueología y diseño”, Alberto Rex González, plantea que la iconografía Aguada, sería el resultado de la influencia de una ideología religiosa vigente en el mundo andino desde muy temprano, específicamente en Pukara y que, con posterioridad, fue tomada y reelaborada por Tiwanaku-Wari. Por su parte, Stanish y colaboradores reconocen la coincidencia entre la iconografía de la cual hizo uso Aguada y la de los estilos emblemáticos de Tiwanaku, a pesar de advertir marcadas diferencias estilísticas entre ambos. Explican la adopción de rasgos iconográficos foráneos por parte de una élite emergente Aguada que se manifiesta en la cerámica decorada producida localmente, entre otras materialidades.
Callegari y colaboradoras plantean que, con el desarrollo del fenómeno Aguada durante el Período Medio (550-1100 DC), se dio en el Noroeste argentino un proceso complejización social en la región valliserrana que, de acuerdo a los procesos históricos particulares, se manifestó con características propias en cada zona. Este hecho favoreció la construcción de identidades locales que se materializaron, además de en los diferentes estilos cerámicos Aguada, en las diversas maneras de construir, significar y usar el espacio. Al respecto las autoras plantean que:

En todos los ámbitos de la región valliserrana se evidencia un aumento poblacional, que se traduce en la cantidad, escala y funcionalidad de los sitios; y la presencia de un patrón de instalación jerarquizado, tanto por el tamaño como por la estructuración interna de los asentamientos. Asimismo, tuvo lugar un proceso de homogenización cultural entre aquellas sociedades que integraron y compartieron un sistema de ideas donde el felino, específicamente el jaguar, representó un rol relevante en sus cosmovisiones. Entre otros íconos con una alta carga simbólica vinculados al ritual podemos mencionar también diversos seres antropomorfos tales como personajes felínicos con cuerpo de hombre y mascara de jaguar; hombres vistiendo pieles y tocado de jaguar; manchas y garras de este animal, personajes portando lanzas, hachas y/o cabezas trofeo (el sacrificador); figuras portando estandartes y/o báculos (el personaje de los báculos); o figuras humanas sin objeto alguno en las manos (el personaje de las manos vacías)

Por su parte, Laguens plantea que Aguada es un fenómeno con variaciones locales coetáneas: los procesos globales que afectan a un sinnúmero de personas, son reinterpretados y materializados de manera diferencial en su articulación con trayectorias particulares previas. Por lo tanto, no sería apropiado hablar de un solo proceso para toda Aguada en sentido genérico, y sería más acertado considerar entonces a Aguada en escalas de análisis subregionales como varias entidades compartiendo una ideología, cuya interrelación social, política, económica y cultural es un tema aún por dilucidar.

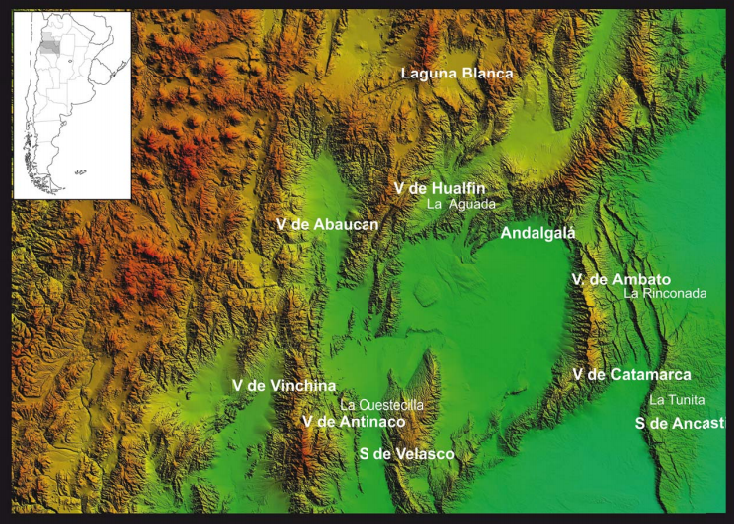
Mapa de la distribución geográfica de los sitios arqueológicos de la cultura de la Aguada

### La ocupación Aguada en el Noroeste argentino
A partir del estudio de diversos bienes y recursos empleados en diversos sitios del noroeste argentino se ha planteado la existencia de relaciones estrechas con los siguientes ámbitos geográficos:
– La zona de Yungas y los Altos Singuil, de donde provienen recursos madereros –entre otros– usados en las construcciones de los sitios del valle.
– Los pastizales de altura, hábitat natural de la vicuña, animal que ha sido identificado en el sitio en forma asociada con el consumo alimenticio y las prácticas rituales.
– La región de Andalgalá y el distrito Capillitas, donde se registra una de las variedades del estilo negro grabado más específicas a La Rinconada y probable fuentes de los minerales metalíferos empleados en los objetos de bronce arsenical del sitio.
– El valle de Catamarca, que además de una iconografía parcialmente compartida, presenta materiales cerámicos comunes al valle de Ambato.
– Los valles occidentales y meridionales de Catamarca y La Rioja, cuyas manifestaciones muebles exhiben símbolos iconográficos comunes también en Ambato.
Gordillo plantea que la existencia de movimientos transregionales con una logística posiblemente centralizada en la llama como animal de carga, orientados hacia el aprovisionamiento directo y/o el intercambio con los grupos o etnias que ejercían en control de las fuentes. Ya sea para cazar, extraer o comerciar, tales viajes brindarían información acerca de distintos lugares y su gente, permitiendo la creación y consolidación de lazos sociales intercomunitarios. En este esquema hay que considerar la posible participación en circuitos caravaneros que permitían la obtención de un conjunto de bienes y recursos de otros lugares. Ese flujo de materiales habría estado acompañado también de conocimientos e ideas, y hoy aparece testimoniado en la distribución a escala macro-espacial de materias primas, recursos animales y vegetales, objetos de metal, cerámica y símbolos iconográficos.

## La Aguada en los valles de Catamarca[25]
Dentro de la provincia de Catamarca, los grupos sociales de esa época (Periodo Medio o de Integración Regional) dejaron testimonio de su vida en numerosos lugares. Entre ellos, los valles de Hualfín, de Ambato, de Catamarca y el sur de la sierra del Ancasti.

### Valle de Hualfin
Aquí, se encuentra el cementerio Aguada Orilla Norte, el cual contiene tumbas con restos óseos correspondientes a entierros individuales o múltiples (González 1998), asociadas con ofrendas fúnebres de una gran variedad de materiales. Además, contiene piezas de alfarería junto con otros objetos de metal, piedra y pigmentos. A partir de ellos se han realizado estudios sobre iconografía mobiliar, costumbres funerarias y otras prácticas sociales, diferenciación social, situaciones de contacto cultural, paleodemografía, entre otros (Balesta y Zagorodny 2002; Salceda y Sempé 2005).
La alfarería asociada a contextos mortuorios fue clasificada como:
Aguada Gris Grabado: consiste en una alfarería gris cocida en atmósfera reductora, de paredes muy delgadas, superficies pulidas y decoración grabada. Por lo general, los diseños aparecen enmarcados en paneles, dentro de los cuales se combinan motivos humanos, animales y, secundariamente, geométricos. Se destacan las representaciones de personajes centrales ataviados con elementos felínicos como máscaras, trajes y adornos cefálicos, que portan tiraderas, hachas, lanzas u otras armas. Los motivos zoomorfos son varios: aves, ofidios, saurios y, especialmente, jaguares. Con frecuencia se combinan con la figura humana formando composiciones que siguen un patrón recurrente de distribución espacial.
Aguada pintada: presenta motivos zoomorfos (aves, ofidios, saurios y, especialmente, jaguares) y con frecuencia se hallan combinados con la figura humana. También, se integran en un mismo motivo generando imágenes de carácter fantástico humano-felínico. Es una elaborada cerámica oxidante con diseños pintados en negro o más colores sobre superficies engobadas en tonos ocres o rojizos.
Existe poca información acerca de los lugares de vivienda de la zona. Alberto R. González considera que sus viviendas pudieron ser de materiales perecederos, y por eso no se detectan claramente en el terreno. En los sitios de superficie a orillas del río Hualfín, aparecen áreas consolidadas y fragmentos de barro, con ramas y paja que pueden haber correspondido, respectivamente, al piso y a las paredes o techo de habitaciones. Se conocen sólo unos pocos sitios en la zona con arquitectura de piedra correspondientes o relacionados históricamente con las poblaciones Aguada, como el caso de Barrealito de Azampay (Sempé, Balesta y Zagorodny 1996-97) o de las construcciones emplazadas en la cima de la Loma Larga, en el extremo sur del valle.

### Valle de Ambato
Aquí se han hallado cientos de lugares de habitación, construcciones rituales, talleres, espacios de producción agrícola-pastoril, objetos confeccionados en distintas materias primas, productos alimenticios, etc.
Las viviendas muestran:  una arquitectura de piedra y tapia, con variedad de formas, tamaños y funciones. En el fondo de valle los sitios de vivienda estaban conformados por una o más unidades patio-habitaciones (recintos de planta cuadrangulares, adosados a través de anchos muros).  También hay sitios destinados a actividades específicas, como producción artesanal o la ejecución de rituales. Se han registrado estructuras agrícolas a lo largo de la cuenca, especialmente (Gordillo 1991 Figueroa 2010,).
En estos sitios también se habrían desarrollado actividades o formas similares de procesar y almacenar los alimentos (Pazzarelli 2006, Dantas 2010, Eguía 2012), entierros dentro de las habitaciones (Cruz 2006; Laguens 2006) y otras prácticas rituales con ofrendas humanas, animales y materiales (Gordillo 2004 Gordillo y Solari 2009, Gordillo y Vindrola-Padrós 2015).  Los arqueólogos han observado grandes diferencias en las dimensiones de los sitios, lo que podría indicar jerarquías dentro de esta sociedad. Algunos sitios se reducen a pocos recintos, mientras que otros se destacan por su magnitud y su arquitectura ceremonial.
La alfarería aparece en contextos de vivienda y no se han hallado aun en cementerios o contextos mortuorios:
Ambato Negro Grabado: posee superficies negras o castañas, bien pulidas y lustrosas, con diseños grabados en positivo y/o negativo, integrando a veces modelados zoo y antropomorfos. Entre sus íconos se destacan las figuras imaginarias de carácter felino-ofídico y una versión muy compleja y elaborada del jaguar. Son frecuentes las representaciones humanas y de diversos motivos zoomorfos –aves, saurios, ofidios, felinos, murciélagos– que pueden aparecer como diseños aislados, combinados o integrados entre sí
Ambato Tricolor: posee diseños pintados, una pasta de tipo ordinario, de fondo rojo y pintada en negro y blanco o sólo en negro. Tinajas u ollas de gran porte que fueron usadas en la producción y depósito de bebidas y frutos, y que en muchos casos presentan una diseños pintados y modelados de murciélagos, jaguares, ofidios y/o figuras humanas frecuentemente combinados entre sí.

### Valle central de Catamarca
La aguada aquí esta asociada a asentamientos de arquitectura en piedra, con montículos, plataformas, tumbas, obras de cultivo y de control hidráulico y una gran variedad de artefactos cerámicos, líticos, óseos, metálicos, etc.
Un sitio característico es Quebrada del Tala, formado por 40 construcciones cuadrangulares levantadas en piedra y/o barro y formando un conjunto articulado de habitaciones, patios, talleres, plataformas, etc. que fue escenario de una variedad de actividades cotidianas, productivas y rituales.  También se destaca la presencia de terrazas de cultivo, represas, canales y acequias de riego destinados a la agricultura.
En el Dpto. Capayán, Rex González localizó varias unidades monticulares y realizó excavaciones de una de ellas.  Se destaca el sitio Choya 68, un lugar ceremonial integrado por una que está asociado con amplias superficies preparadas y recintos de piedra (Baldini et al. 2002).  Contiene también, residenciales cuadrangulares y rectangulares con paredes de piedra, aisladas y concentradas (González 1998).
La cerámica más característica de estos sitios y de la zona fue denominada como:
Aguada Portezuelo o Huillapima: muy elaborada, con una barroca decoración polícroma de carácter figurativo. Con frecuencia, las figuras se definen en negativo (el plano de fondo del diseño es el que se pinta), adaptándose ajustadamente entre sí y a los campos compositivos que las contienen (bandas y paneles). A través de estos singulares recursos plásticos fueron representados los dos iconos dominantes en la iconografía Aguada, felino y humano, los que se combinan entre sí y con figuras ofídicas y ornitomorfas.

### La sierra de Ancasti
Aquí se destaca en el interior de cuevas y aleros representaciones rupestre con imágenes pintadas en rojo, negro y blanco. En menor medida también aparecen figuras grabadas –por picado o martilleo– o bien una combinación de ambas técnicas, mediante la aplicación de la pintura sobre trazos previamente grabados. Contienen figuras de humanos, felinos, aves, serpientes, pisadas y otros motivos, aislados o formando composiciones. Los dibujos de personajes con armas, escudos o cabezas cercenadas, el enmascarado y las imágenes fantásticas logradas por combinación anatómica, bipartición morfológica, anatropía o ambigüedad formal (Gordillo 2010).  Las figuras generalmente se muestran en movimiento y acción, especialmente a través de las escenas de carácter ritual.
En las cumbres de la sierra de El Alto-Ancasti, se han hallado sitios con arquitectura de piedra, que incluyen unidades de vivienda y espacios agrícolas, con materiales estilo Aguada Portezuelo y Ambato Negro Grabado. 

## La Aguada en La Rioja[25]
En este territorio las sociedades Aguada se manifestaron en tres ámbitos:
1- Sobre el pie de monte que forma la ladera oriental de la Sierra de Velasco (Departamento Castro Barros) entre los 1400 y 1500 m s. n. m. En este ámbito, se encuentran pequeñas aldeas separadas que habrían sido ocupadas por uno o varios núcleos familiares emparentados, terrazas de cultivos dispuestas transversalmente a la pendiente y  patios (estructura de amplias dimensiones dispuesta de forma lateral). Este sector fue ocupado entre el 570 y 1038 DC (Callegari et al. 2015).
2- En Valle de Antinaco, sobre la llanura aluvial del río Chañarmuyo (Departamento Famatina) a 1500 m s. n. m. Dentro de este ámbito se destaca particularmente el sitio La Cuestecilla (Gonaldi et al. 2008; Callegari et al. 2010; 2013), asentamiento que consiste en un área residencial multicomponente de gran tamaño, con espacios domésticos (con cierta complejidad interna que evidencia la diferenciación social de los ocupantes), productivos (campos de cultivo y corrales) y públicos (gran plataforma, un montículo de planta ovalada y una plaza con un menhir, todos con alineación Norte-Sur). Este sitio estuvo ocupado desde el comienzo de la era, período Temprano, hasta los ca. 1200 DC en el período Tardío.
3- En el sector central del Valle de Vinchina, se observó un patrón de asentamiento al interior de los “rincones” (entradas sin salida en forma de U que conforman los cerros) que forman los cerros El Toro y Aspercito. Los cuales poseían funcionalidades complementarias: residenciales, productores, defensivos y manifestaciones de arte rupestre (Callegari et al. 2009). Este emplazamiento revela una estrategia defensiva, de invisibilidad y un amplio control del valle (Callegari 2004). El sistema de sitios habría estado ocupado entre ca. 850. y 1400 d. C. (Callegari y Gonaldi 2006), es decir, inicio del Período Tardío (donde en todo el NOA se registran conflictos generalizados popularizándose) (Callegari et al. 2008).
Cerámica Aguada en La Rioja:
- Los alfareros buscaron superficies muy compactas de colores estridentes naranjas/ rojizos donde resaltaran los diseños pintados, bi o tricolor, negro sobre naranja/ rojizo o negro y rojo sobre el mismo color de la pasta, además fabricaron cerámicas grises y negras decoradas con la técnica de grabado. Mostraron una obsesión por el felino, pero particularmente por sus fauces. Las cuales se suelen encontrar sobredimensionadas en relación con el cuerpo y/o la metonimia visual, en donde la presencia de un rasgo, expresa el todo. También se encontraron representaciones felinoofidicas. 
- Poseían una vajilla de uso cotidiano “ordinaria” fabricada por ellos mismos. Esta vajilla usada para cocinar y servir los alimentos diario era de pasta gruesa, cocida a bajas temperaturas y  sin decoración, que fue usada para cocinar y servir los alimentos diario.
- En determinados eventos, utilizaron una cerámica de alta calidad y ricamente decorada que requirió para su confección de artesanos especializados.
- Otros animales que pintaron y/o modelaron en sus cerámicas: cóndor, murciélago, serpientes, lagartijas, aves, entre otras.
- Hicieron uso de diseños abstractos y geométricos para decorar los bordes de las piezas.
- Confeccionaron figurinas humanas (femeninas y masculinas), buscando presentar su humanidad de manera tridimensional. También se encontraron estas figurinas en piedra y madera.
Producciones Aguada en madera en La Rioja:
Una pastora en el interior de una cueva en Santa Cruz, Departamento Famatina, a principios de la década del 60, encontró una representación tallada de un personaje  (Sacrificador según Alberto Rex González; González 1998) con un tocado de felino portando un hacha en una mano y un individuo de reducidas dimensiones con los mismos atributos –colmillos en N– en la otra. 
Producciones Aguada en piedra en La Rioja:
-Grabados con intención estética que cumplieron una función social, actuando como marcas o señales puestas en el paisaje con el fin de trasmitir información acerca de las maneras de transitarlo, accesos-restricciones y/o de cómo actuar en el lugar.
-Geoglifos o estructuras de piedras de colores, confeccionados en terraplenes de tierra cubiertos por piedras cuidadosamente seleccionadas de color blancuzco, negro/azulado y rojizo. A través de la alternancia de los mencionados colores se figuraron diferentes diseños (en este sector, el más común es el de la estrella) (Callegari y Raviña 2000, Callegari y de Acha 2016).

## Otros lugares con presencia de Aguada[50]
El Sitio cerro La Aguada (Quebrada del Toro, Salta):
Este sitio, ubicado cronológicamente en 620 ± DC, posee rasgos de emplazamiento tales como el de pie de monte junto con un trazado concentrado y un crecimiento espontáneo. Además de asociaciones topográficas a una arquitectura agrícola sumado a un registro de actividades ganaderas. Asimismo, este sitio presenta rasgos arquitectónicos y urbanísticos: Arquitectura en piedra seca con relleno de ripio y barro, piedra plana y rectangular, planta circular-elíptica y rectangular-cuadrangular, arquitectura a nivel (con paredes dobles y con refuerzos basales), vanos, pasillos, deflectores, fogones u hogares dentro de recintos. Estos rasgos se veían reflejados en sus unidades residenciales  que podían estar aisladas, agrupadas e intercomunicadas. Poseían, además, depósitos independientes (collcas: Almacenaje de alimentos en cámaras subterráneas con tapas de piedra), en donde coexistieron la utilización de piedras planas sin canteo con las piedras irregulares.
Posee una traza de concentrada con un factor de ocupación de suelo (FOS) superior al 40% y un emplazamiento en pie de monte de mayor pendiente.
Las actividades agrícolas se infirieron a partir de la presencia de utilaje destinado a prácticas de horticultura (azadas y palas líticas), molienda de semillas (molinos, morteros y manos), o cultígenos de diversas especies (maíz, porotos, zapallo, calabaza, quinoa, maní, etc) e incluso por la existencia de depósitos para albergar granos para consumo y siembra). 
Posee canchones subrectangulares sobre pie de montes del sector habitacional (con río mediante). Se evidencian práctica de regadío por la presencia de canales o acequias y una pequeña represa ubicada río arriba.
La vivienda circular, en este sitio, coexistió con otras de planta cuadrangular (aunque éstas también se adjudicaron a funciones de depósitos y molinos). Además este sitio se caracterizó por la presencia de agrupamientos de habitaciones albergue con un factor de ocupación de suelo (FOS) creciente, presentando separación espacial entre el área residencial y los campos agrícolas.
La aparición de cementerios (pequeñas necrópolis) fue un hito de relevancia en el proceso de urbanización y dentro del marco del Formativo. Estas inhumaciones separadas del terreno destinado a la residencia y a la producción, dieron lugar a la emergencia del cementerio.